# Solente
Solente is een gemeente in het Franse departement Oise (regio Hauts-de-France) en telt 116 inwoners (2009). De plaats maakt deel uit van het arrondissement Compiègne.

## Geografie
De oppervlakte van Solente bedraagt 3,0 km², de bevolkingsdichtheid is dus 38,7 inwoners per km².
De onderstaande kaart toont de ligging van Solente met de belangrijkste infrastructuur en aangrenzende gemeenten.

## Demografie
Onderstaande figuur toont het verloop van het inwonertal (bron: INSEE-tellingen).